# Staygold
Staygold är en svensk musikgrupp bestående av DJ-duon Carli Löf och Måns Glaeser. Under namnet Savage Skulls har de gjort remixer åt bland andra Moby, Timbuktu, och Miike Snow. Under 2010 skulle deras debutalbum Staygold släppas hos skivbolaget Magnetron. 
På P3 Guld-galan 2010 uppträdde de tillsammans med Damien Adore (Salem Al Fakir), Spank Rock och Robyn (the Lady Tigra på studioversionen) med låten Backseat. 